# Die Faschingsfee (film, 1931)
Pour plus de détails, voir Fiche technique et Distribution.
Die Faschingsfee (titre français : La Fée du carnaval) est un film allemand réalisé par Hans Steinhoff, sorti en 1931.
Il s'agit de l'adaptation de l'opérette d'Emmerich Kálmán sur un livret d'Alfred Maria Willner et de Rudolf Österreicher ; ce dernier est un auteur de cette adaptation.

## Synopsis
Le peintre Viktor Ronai a remporté le prix principal de 10 000 marks lors d'un concours pour une peinture de plafond. Il célèbre cet événement important avec ses amis dans son bar habituel, le Golden Cockatoo, dans une ambiance décontractée. Lori, qui est entourée par les messieurs, fait également partie de la fête et dit à Viktor qu'elle a demandé à son ami Alfred von Mützelburg de venir aussi. S'il ne donne pas suite à sa demande, elle veut mettre fin à sa relation avec lui.
Von Mützelburg, cependant, est retenu parce qu'il doit accompagner sa cousine, la comtesse Alexandra, dans une entreprise que le vieil attaché von Grefelingen lui donne en l'honneur parce qu'il veut épouser Alexandra. Alfred conduit donc sa voiture devant le Golden Cockatoo et explique à Alexandra qu'il a quelque chose à y faire pendant un court instant. Lorsqu'il n'est toujours pas revenu après un certain temps, Alexandra se rend également dans le local. Là, elle est pressée par le comte Meridith, fondateur du prix, qui est au bar avec ses amis et qui pense qu'Alexandra est un modèle. Viktor prend conscience et libère Alexandra de la situation embarrassante. Entre les deux hommes, il y a des mots insultants des deux côtés, mais Viktor ignore qu'il malmène le fondateur du prix qui le lui retire. Cependant, Alexandra est plus que prise avec Viktor et son comportement et tombe amoureuse de lui. Viktor est également fasciné par la jeune comtesse et l'appelle sa fée du carnaval. Ils passent une soirée spéciale ensemble.
Le lendemain, à sa grande surprise, Viktor reçoit toujours les 10 000 marks attribués. Ce n'est que quelque temps plus tard qu'il découvre que l'argent provient d'Alexandra, qui avait demandé à son cousin Alfred de remettre le montant à Viktor au nom du comte Meridith. Après toute une suite de quiproquos, Viktor fait la connaissance de sa belle inconnue qui est la princesse Alexandra Maria.

## Fiche technique
- Titre : Die Faschingsfee
- Réalisation : Hans Steinhoff assisté de Louis Domke
- Scénario : Adolf Lantz, Rudolf Österreicher
- Musique : Emmerich Kálmán
- Direction artistique : Heinz Fenchel (de), Jacek Rotmil
- Photographie : Friedl Behn-Grund
- Son : Hans Grimm
- Production : Willy Roxin
- Société de production : Hisa-Film
- Société de distribution : Bayerische Filmgesellschaft
- Pays d'origine : Allemagne  République de Weimar
- Langue : allemand
- Format : Noir et blanc - 1,20:1 - Mono - 35 mm
- Genre : Musical
- Durée : 90 minutes
- Dates de sortie :
  - Allemagne  République de Weimar : 14 février 1931.
  - France : 12 février 1932[1].

## Distribution
- Viktor de Kowa : Viktor Ronai
- Anny Ahlers : La comtesse Alexandra
- Julius Falkenstein : Le comte Meridith
- Walter Janssen : Von Grefelingen
- Ernö Verebes (de) : Alfred von Mützelburg
- Camilla Spira : Lori
- Szöke Szakall : Matthias, le majordome
- Harry Halm (de) : Xaver
- Anna Müller-Lincke (de) : Brigitte
- Dolly Lorenz : Kitty
- Fritz Österreicher : Richard Goetz
- Kurt von Ruffin : Gideon
- Wilhelm Diegelmann : Andreas
- Klaus Pohl : Pappritz
- Kitty Miller : Lizzie

## Source de la traduction
- (de) Cet article est partiellement ou en totalité issu de l’article de Wikipédia en allemand intitulé « Die Faschingsfee (1931) » (voir la liste des auteurs).